# Championnat de république démocratique du Congo de football 2006
Navigation
Saison précédente Saison suivante
La saison 2006 du Championnat de république démocratique du Congo de football est la quarante-neuvième édition de la première division en république démocratique du Congo, la Ligue Nationale de Football. La compétition rassemble les vingt meilleures formations du pays, qui sont passées par des championnats régionaux pour se qualifier. La compétition se déroule en trois phases qualificatives de poules.
C'est le TP Mazembe qui est sacré champion à l'issue de la saison, après avoir terminé en tête du classement final, avec neuf points d'avance sur le FC Saint Éloi Lupopo et douze sur l'OC Bukavu Dawa. C'est le huitième titre de l'histoire du club.

## Clubs participants
| - Province de Kinshasa : - DC Motema Pembe - AS Vita Club - SC Inter Kinshasa - Province de Katanga : - TP Mazembe - FC Saint Éloi Lupopo - Province du Kasaï-oriental : - AS Bantous - OC Mbongo Sports - Province du Kasaï-occidental : - AS Bakolo Mboka - US Tshinkunku - Province du Bas-Congo : - CS Cilu - CS Imana | - Province orientale : - TS Malekesa - AS Nika - Province du Nord-Kivu : - DC Virunga - AS Kabasha - Province du Sud-Kivu : - FC Kivu Sport - OC Bukavu Dawa - Province de Maniema : - AS Mbilingos - Province de l'Équateur : - FC Molunge - Province de Bandundu : - FC Makila Mabe |

## Compétition
Le barème de points servant à établir les classements se décompose ainsi :
- Victoire : 3 points
- Match nul : 1 point
- Défaite : 0 point

### Première phase
Les clubs du DC Motema Pembe (tenant du titre) et du DC Virunga sont exemptés de première phase. Les dix-huit autres équipes s'affrontent en matchs aller-retour à élimination directe pour déterminer les dix qualifiés pour la phase suivante (les neuf vainqueurs plus le meilleur perdant qui est repêché).
Zone Ouest :
| Équipe 1          | Résultat | Équipe 2       | Aller | Retour |
| ----------------- | -------- | -------------- | ----- | ------ |
| FC Molunge        | 0 - 3    | CS Cilu        | 0 - 0 | 0 - 3  |
| SC Inter Kinshasa | 6 - 0    | FC Makila Mabe | 5 - 0 | 1 - 0  |
| CS Imana          | 0 - 3    | AS Vita Club   | 0 - 3 | -      |

Zone Est :
| Équipe 1       | Résultat | Équipe 2      | Aller | Retour |
| -------------- | -------- | ------------- | ----- | ------ |
| OC Bukavu Dawa | 2 - 1    | AS Nika       | 0 - 1 | 2 - 0  |
| AS Kabasha     | 3 - 1    | FC Kivu Sport | 1 - 0 | 2 - 1  |
| AC Mbilingos   | 4 - 3    | TS Malekesa   | 3 - 1 | 1 - 2  |

Zone Centre Sud :
| Équipe 1         | Résultat | Équipe 2             | Aller | Retour |
| ---------------- | -------- | -------------------- | ----- | ------ |
| AS Bakolo Mboka  | 0 - 4    | FC Saint Éloi Lupopo | 0 - 4 | -      |
| OC Mbongo Sports | 2 - 3    | US Tshinkunku        | 1 - 1 | 1 - 2  |
| TP Mazembe       | 10 - 4   | AS Bantous           | 6 - 1 | 4 - 3  |

### Deuxième phase
Le premier de chaque poule et les deux meilleurs seconds se qualifient pour la poule finale. 
Poule A :
| Rang | Équipe       | Pts | J | G | N | P | Bp | Bc | Diff |  | Résultats (▼ dom., ► ext.) | Vit | Kab | Mal |
| ---- | ------------ | --- | - | - | - | - | -- | -- | ---- |  | -------------------------- | --- | --- | --- |
| 1    | AS Vita Club | 10  | 4 | 3 | 1 | 0 | 10 | 3  | +7   |  | AS Vita Club               |     | 2-1 | 5-0 |
| 2    | AS Kabasha   | 4   | 4 | 1 | 1 | 2 | 7  | 6  | +1   |  | AS Kabasha                 | 2-3 |     | 1-1 |
| 3    | TS Malekesa  | 2   | 4 | 0 | 2 | 2 | 1  | 9  | -8   |  | TS Malekesa                | 0-0 | 0-3 |     |

Poule B :
| Rang | Équipe               | Pts | J | G | N | P | Bp | Bc | Diff |  | Résultats (▼ dom., ► ext.) | Lup | Int | Vir |
| ---- | -------------------- | --- | - | - | - | - | -- | -- | ---- |  | -------------------------- | --- | --- | --- |
| 1    | FC Saint Éloi Lupopo | 9   | 4 | 3 | 0 | 1 | 8  | 3  | +5   |  | FC Saint Éloi Lupopo       |     | 3-2 | 3-0 |
| 2    | SC Inter Kinshasa    | 9   | 4 | 3 | 0 | 1 | 8  | 4  | +4   |  | SC Inter Kinshasa          | 1-0 |     | 2-0 |
| 3    | DC Virunga           | 0   | 4 | 0 | 0 | 4 | 1  | 10 | -9   |  | DC Virunga                 | 0-2 | 1-3 |     |

Poule C :
| Rang | Équipe         | Pts | J | G | N | P | Bp | Bc | Diff |  | Résultats (▼ dom., ► ext.) | Maz | Buk | Mbi |
| ---- | -------------- | --- | - | - | - | - | -- | -- | ---- |  | -------------------------- | --- | --- | --- |
| 1    | TP Mazembe     | 9   | 4 | 3 | 0 | 1 | 14 | 3  | +11  |  | TP Mazembe                 |     | 2-1 | 6-0 |
| 2    | OC Bukavu Dawa | 9   | 4 | 3 | 0 | 1 | 8  | 2  | +6   |  | OC Bukavu Dawa             | 1-0 |     | 2-0 |
| 3    | AS Mbilingos   | 0   | 4 | 0 | 0 | 4 | 1  | 18 | -17  |  | AS Mbilingos               | 1-6 | 0-4 |     |

Poule D :
| Rang | Équipe           | Pts | J | G | N | P | Bp | Bc | Diff |  | Résultats (▼ dom., ► ext.) | Cil | Mot | Tsh |
| ---- | ---------------- | --- | - | - | - | - | -- | -- | ---- |  | -------------------------- | --- | --- | --- |
| 1    | CS Cilu          | 8   | 4 | 2 | 2 | 0 | 5  | 0  | +5   |  | CS Cilu                    |     | 0-0 | 2-0 |
| 2    | DC Motema PembeT | 6   | 4 | 1 | 3 | 0 | 2  | 0  | +2   |  | DC Motema PembeT           | 0-0 |     | 0-0 |
| 3    | US Tshinkunku    | 1   | 4 | 0 | 1 | 3 | 0  | 7  | -7   |  | US Tshinkunku              | 0-3 | 0-0 |     |

### Poule finale
| Rang | Équipe               | Pts | J  | G | N | P | Bp | Bc | Diff |  | Résultats (▼ dom., ► ext.) | Maz | Lup | Buk | Cil | Int | Vit |
| ---- | -------------------- | --- | -- | - | - | - | -- | -- | ---- |  | -------------------------- | --- | --- | --- | --- | --- | --- |
| 1    | TP Mazembe           | 25  | 10 | 8 | 1 | 1 | 19 | 8  | +11  |  | TP Mazembe                 |     | 1-0 | 3-2 | 1-0 | 3-0 | 3-2 |
| 2    | FC Saint Éloi Lupopo | 16  | 10 | 4 | 4 | 2 | 16 | 10 | +6   |  | FC Saint Éloi Lupopo       | 0-2 |     | 1-1 | 1-1 | 4-1 | 3-1 |
| 3    | OC Bukavu Dawa       | 13  | 10 | 3 | 4 | 3 | 11 | 11 | 0    |  | OC Bukavu Dawa             | 1-1 | 1-1 |     | 2-3 | 1-0 | 1-0 |
| 4    | CS Cilu              | 10  | 10 | 2 | 4 | 4 | 8  | 11 | -3   |  | CS Cilu                    | 0-2 | 1-1 | 0-1 |     | 0-1 | 2-1 |
| 5    | SC Inter Kinshasa    | 10  | 10 | 3 | 1 | 6 | 8  | 18 | -10  |  | SC Inter Kinshasa          | 2-1 | 1-3 | 1-0 | 1-1 |     | 0-2 |
| 6    | AS Vita Club         | 8   | 10 | 2 | 2 | 6 | 11 | 15 | -4   |  | AS Vita Club               | 1-2 | 0-2 | 1-1 | 0-0 | 3-1 |     |

|  | Qualification pour la Ligue des champions de la CAF 2007 |
|  | Qualification pour la Coupe de la confédération 2007     |

## Meilleurs buteurs
Le tableau suivant liste les joueurs selon le classement des buteurs :
| Rang | Joueur                | Club                 | Buts |
| ---- | --------------------- | -------------------- | ---- |
| 1    | Trésor Mputu          | TP mazembe           | 15   |
| 2    | Tshongo               | SC Inter Kinshasa    | 6    |
| 3    | Jean-Paul Eale Lutula | AS Vita Club         | 4    |
|      | Luyeye Mvete          | TP mazembe           | 4    |
|      | Ilunga Mukadi         | TP mazembe           | 4    |
|      | Alain Kaliyutuka      | TP mazembe           | 4    |
| 7    | Patou Kabangu         | TP mazembe           | 3    |
| 8    | Wawa                  | FC Saint Eloi Lupopo | 2    |
|      | Monzua Nzobo          | TP mazembe           | 2    |
|      | Masudi                | AS Kabasha           | 2    |
|      | Sunda                 | FC Saint Eloi Lupopo | 2    |
|      | Dieumerci Mbokani     | TP mazembe           | 2    |
|      | Alain Kaliyutuka      | TP mazembe           | 2    |
|      | Trésor Salakiaku      | TP mazembe           | 2    |
|      | Bruno Kandi           | OC Bukavu Dawa       | 2    |

## Bilan de la saison
| Championnat de république démocratique du Congo de football 2006 |                        |
| Champion                                                         | TP Mazembe (11e titre) |
| Coupes et trophées                                               |                        |
| Vainqueur de la Coupe de république démocratique du Congo 2006   | DC Motema Pembe        |
| Qualifications continentales                                     |                        |
| Ligue des champions de la CAF 2007                               | TP Mazembe             |
| Ligue des champions de la CAF 2007                               | FC Saint Éloi Lupopo   |
| Coupe de la confédération 2007                                   | OC Bukavu Dawa         |
| Coupe de la confédération 2007                                   | DC Motema Pembe        |
| Promotions et relégations                                        |                        |
| Promus en Linafoot                                               | Aucun                  |
| Relégués                                                         | Aucun                  |